# Lista expedițiilor pe ISS

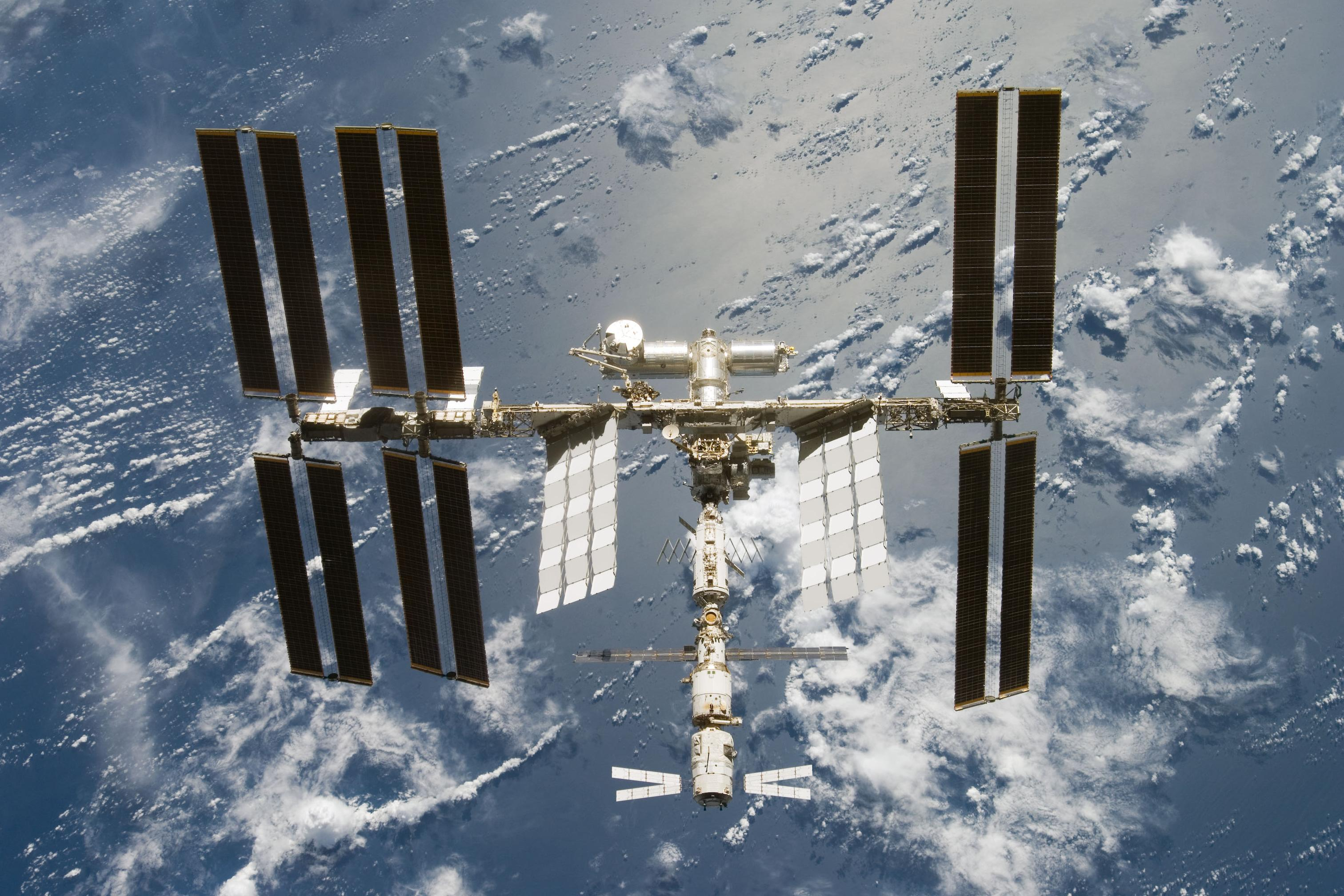
ISS în iunie 2008, după misiunea STS-124

Aceasta este lista expedițiilor pe ISS în ordine cronologică, adică a echipajelor care au petrecut o perioadă lungă de timp pe Stația Spațială Internațională (ISS). Prin misiune se înțelege un zbor spațial.
Lista conține în dreptul fiecărei expediții componența echipajului, data lansării și denumirea misiunii care i-a dus, durata activității pe stație, datele de sosire (cuplare) și plecare (decuplare), data aterizării și denumirea misiunii care i-a adus înapoi. Cu italice este marcat comandantul expediției. Ceilalți membri ai echipajelor au funcția de ingineri de bord.

| Emblemă | Fotografie echipaj             | Echipaj                                               | Echipaj                                               | Lansare Misiune                          | Durată pe ISS Sosire Plecare                 | Aterizare Misiune                     |                    |
| Expediția 1 pe ISS | Expediția 1 pe ISS             | Expediția 1 pe ISS                                    | Expediția 1 pe ISS                                    | Expediția 1 pe ISS                       | Expediția 1 pe ISS                           | Expediția 1 pe ISS                    | Expediția 1 pe ISS |
| --- | ------------------------------ | ----------------------------------------------------- | ----------------------------------------------------- | ---------------------------------------- | -------------------------------------------- | ------------------------------------- | ------------------ |
| | Krikaliov, Shepherd, Guizdenko | William Shepherd Iuri Guizdenko Serghei Krikaliov     | William Shepherd Iuri Guizdenko Serghei Krikaliov     | 31 oct 2000 Soiuz TM-31                  | 136,80 zile 2 nov 2000 18 mar 2001           | 21 mar 2001 STS-102                   |                    |
| Expediția 2 pe ISS |                                |                                                       |                                                       |                                          |                                              |                                       |                    |
| | Voss, Usaciov, Helms           | Iuri Usaciov Susan Helms James Voss                   | Iuri Usaciov Susan Helms James Voss                   | 8 mar 2001 STS-102                       | 163,34 zile 10 mar 2001 20 aug 2001          | 22 aug 2001 STS-105                   |                    |
| Expediția 3 pe ISS |                                |                                                       |                                                       |                                          |                                              |                                       |                    |
| | Tiurin, Culbertson, Dejurov    | Frank L. Culbertson Vladimir N. Dejurov Mihail Tiurin | Frank L. Culbertson Vladimir N. Dejurov Mihail Tiurin | 10 aug 2001 STS-105                      | 124,95 zile 12 aug 2001 15 dec 2001          | 17 dec 2001 STS-108                   |                    |
| Expediția 4 pe ISS |                                |                                                       |                                                       |                                          |                                              |                                       |                    |
| | Bursch, Onufrienko, Walz       | Iuri Onufrienko Dan Bursch Carl Walz                  | Iuri Onufrienko Dan Bursch Carl Walz                  | 5 dec 2001 STS-108                       | 189,77 zile 7 dec 2001 15 iun 2002           | 19 iun 2002 STS-111                   |                    |
| Expediția 5 pe ISS |                                |                                                       |                                                       |                                          |                                              |                                       |                    |
| | Korzun, Whitson, Trescev       | Valeri Korzun Serghei Trescev Peggy Whitson           | Valeri Korzun Serghei Trescev Peggy Whitson           | 5 iun 2002 STS-111                       | 178,15 zile 7 iun 2002 2 dec 2002            | 7 dec 2002 STS-113                    |                    |
| Expediția 6 pe ISS |                                |                                                       |                                                       |                                          |                                              |                                       |                    |
| | Pettit, Bowersox, Budarin      | Kenneth Bowersox Nikolai Budarin Donald Pettit        | Kenneth Bowersox Nikolai Budarin Donald Pettit        | 24 nov 2002 STS-113                      | 159,03 zile 25 nov 2002 3 mai 2003           | 4 mai 2003 Soiuz TMA-1                |                    |
| Accidentul navetei Columbia din 1 februarie 2003 a reținut flota de navete la sol până în iulie 2005, ca urmare echipajele au fost reduse de la trei la doi membri. |                                |                                                       |                                                       |                                          |                                              |                                       |                    |
| Expediția 7 pe ISS |                                |                                                       |                                                       |                                          |                                              |                                       |                    |
| | Malencenko, Lu                 | Yuri Malencenko Edward Lu                             | Yuri Malencenko Edward Lu                             | 28 apr 2003 Soiuz TMA-2                  | 182,68 zile 28 apr 2003 27 oct 2003          | 28 oct 2003 Soiuz TMA-2               |                    |
| Expediția 8 pe ISS |                                |                                                       |                                                       |                                          |                                              |                                       |                    |
| | Kaleri, Foale                  | Michael Foale Alexander Kaleri                        | Michael Foale Alexander Kaleri                        | 18 oct 2003 Soiuz TMA-3                  | 192,57 zile 20 oct 2003 29 apr 2004          | 30 apr 2004 Soiuz TMA-3               |                    |
| Expediția 9 pe ISS |                                |                                                       |                                                       |                                          |                                              |                                       |                    |
| | Fincke, Padalka                | Gennadi Padalka Michael Fincke                        | Gennadi Padalka Michael Fincke                        | 19 apr 2004 Soiuz TMA-4                  | 185,67 zile 21 apr 2004 23 oct 2004          | 24 oct 2004 Soiuz TMA-4               |                    |
| Expediția 10 pe ISS |                                |                                                       |                                                       |                                          |                                              |                                       |                    |
| | Chiao, Şaripov                 | Leroy Chiao Salijan Șaripov                           | Leroy Chiao Salijan Șaripov                           | 14 oct 2004 Soiuz TMA-5                  | 192,65 zile 16 oct 2004 24 apr 2005          | 24 apr 2005 Soiuz TMA-5               |                    |
| Expediția 11 pe ISS |                                |                                                       |                                                       |                                          |                                              |                                       |                    |
| | Krikaliov, Phillips            | Serghei Krikaliov John L. Phillips                    | Serghei Krikaliov John L. Phillips                    | 15 apr 2005 Soiuz TMA-6                  | 176,80 zile 17 apr 2005 10 oct 2005          | 11 oct 2005 Soiuz TMA-6               |                    |
| Expediția 12 pe ISS |                                |                                                       |                                                       |                                          |                                              |                                       |                    |
| | McArthur, Tokarev              | William McArthur Valeri Tokarev                       | William McArthur Valeri Tokarev                       | 1 oct 2005 Soiuz TMA-7                   | 187,63 zile 3 oct 2005 8 apr 2006            | 8 apr 2006 Soiuz TMA-7                |                    |
| Expediția 13 pe ISS (a, b) |                                |                                                       |                                                       |                                          |                                              |                                       |                    |
| | Vinogradov, Williams           | Pavel Vinogradov Jeffrey Williams                     |                                                       | 30 mar 2006 Soiuz TMA-8                  | 180,73 zile 1 apr 2006 28 sep 2006           | 29 sep 2006 Soiuz TMA-8               |                    |
| | Reiter, Vinogradov, Williams   | Pavel Vinogradov Jeffrey Williams                     | Thomas Reiter                                         | 4 iul 2006 STS-121                       | 166,30 zile 6 iul 2006 19 dec 2006           | 22 dec 2006 STS-116                   |                    |
| Expediția 14 pe ISS (a, b) |                                |                                                       | Thomas Reiter                                         |                                          |                                              |                                       |                    |
| | Reiter, Lopez-Alegria, Tiurin  | Michael Lopez-Alegria Mihail Tiurin                   | Thomas Reiter                                         | 18 sep 2006 Soiuz TMA-9                  | 213,16 zile 20 sep 2006 21 apr 2007          | 21 apr 2007 Soiuz TMA-9               |                    |
| Williams, Lopez-Alegria, Tjurin | Sunita Williams                | Michael Lopez-Alegria Mihail Tiurin                   | 10 dec 2006 STS-116                                   | 189,69 zile 11 dec 2006 19 iun 2007      | 22 iun 2007 STS-117                          |                                       |                    |
| Expediția 15 pe ISS (a, b) | Sunita Williams                |                                                       |                                                       |                                          |                                              |                                       |                    |
| | Sunita Williams                | Williams, Iurcikin, Kotov                             | Fiodor Iurcikin Oleg Kotov                            | 7 apr 2007 Soiuz TMA-10                  | 194,50 zile 9 apr 2007 21 oct 2007           | 21 oct 2007 Soiuz TMA-10              |                    |
| Anderson, Iurcikin, Kotov | Clayton Anderson               | 8 iun 2007 STS-117                                    | Fiodor Iurcikin Oleg Kotov                            | 148,62 zile 10 iun 2007 5 nov 2007       | 7 nov 2007 STS-120                           |                                       |                    |
| Expediția 16 pe ISS (a, b, c, d) | Clayton Anderson               |                                                       |                                                       |                                          |                                              |                                       |                    |
| | Clayton Anderson               | Anderson, Malencenko, Tani, Eyharts, Whitson, Reisman | Peggy Whitson Iuri Malencenko                         | 10 oct 2007 Soiuz TMA-11                 | 194,50 zile 12 oct 2007 19 apr 2008          | 19 apr 2008 Soiuz TMA-11              |                    |
| Daniel Tani | 23 oct 2007 STS-120            | Anderson, Malencenko, Tani, Eyharts, Whitson, Reisman | Peggy Whitson Iuri Malencenko                         | 115,87 zile 25 oct 2007 18 feb 2008      | 20 feb 2008 STS-122                          |                                       |                    |
| Léopold Eyharts | 7 feb 2008 STS-122             | Anderson, Malencenko, Tani, Eyharts, Whitson, Reisman | Peggy Whitson Iuri Malencenko                         | 44,30 zile 9 feb 2008 25 mar 2008        | 27 mar 2008 STS-123                          |                                       |                    |
| Garrett Reisman | 11 mar 2008 STS-123            | Anderson, Malencenko, Tani, Eyharts, Whitson, Reisman | Peggy Whitson Iuri Malencenko                         | 90,22 zile 13 mar 2008 11 iun 2008       | 14 iun 2008 STS-124                          |                                       |                    |
| Garrett Reisman | Expediția 17 pe ISS (a, b)     |                                                       |                                                       |                                          |                                              |                                       |                    |
| Garrett Reisman |                                | Chamitoff, Reisman, Volkov, Kononenko                 | Serghei Volkov Oleg Kononenko                         | 8 apr 2008 Soiuz TMA-12                  | în curs 10 apr 2008 23 oct 2008 (planificat) | 23 oct 2008 (planificat) Soiuz TMA-12 |                    |
| Gregory Chamitoff | 31 mai 2008 STS-124            | Chamitoff, Reisman, Volkov, Kononenko                 | Serghei Volkov Oleg Kononenko                         | în curs 2 iun 2008 nov 2008 (planificat) | nov 2008 (planificat) STS-126                |                                       |                    |
| Expediția 18 pe ISS (a, b) | Expediția 18 pe ISS (a, b)     | Expediția 18 pe ISS (a, b)                            | Michael Fincke Yury Lonchakov                         | 12 oct 2008                              | 178.01 zile                                  | 8 apr 2009 Soyuz TMA-13               |                    |